# Federación Obrera Regional Argentina

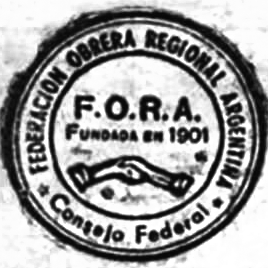
Pieczątka FORA

Federación Obrera Regional Argentina (pol. Regionalna Federacja Robotnicza Argentyny; FORA) – pierwsza argentyńska, krajowa centrala związkowa, założona w 1901 roku. W 1915 roku podzieliła się na dwa obozy, większy z nich w 1922 roku zmienił nazwę na Unión Sindical Argentina, a drugi, mniejszy, zakończył działalność w latach 30. XX wieku.

## Powstanie i początki działalności
25 i 26 marca 1901 roku trzydziestu pięciu delegatów z pięćdziesięciu związków zawodowych spotkało się na kongresie w stolicy aby założyć Argentyńską Federację Pracowników (FOA). Nowa organizacja zrzeszała poniżej 10 000 członków. Duży wpływ na kształt nowej organizacji mieli anarchiści: Pietro Gori i Antonio Pellicer Paraire. Solidarność klasy robotniczej i strajk generalny miały być jedynymi środkami walki. Sprzeciwiano się współpracy z partiami politycznymi, łącznie z partiami socjalistycznymi.
W 1903 roku, w związku z radykalizacją FOA, umiarkowani działacze ogłosili secesję i stworzyli Unión General de Trabajadores (UGT). W latach 1903–1904 miało miejsce 12 strajków generalnych w które angażowała się FOA. W 1904 FOA miała liczyć 11 000 członków, chociaż ta liczba nie jest pewną informacją. Na piątym kongresie w 1905 roku, związek zmienił nazwę z FOA na FORA.

## Kongres w 1905 i radykalizacja
Po zmianie nazwy podczas piątego kongresu wydano rezolucję, wedle której związek zalecał swoim zwolennikom studiowanie i propagowanie pośród robotników zasad filozoficznych i ekonomicznych anarchistycznego komunizmu. Anarchizm stał się oficjalną doktryną związku co spowodowało opuszczenie go przez pro-państwowych syndykalistów.
W 1906 roku FORA liczyła 30 000 członków. Pro-państwowi syndykaliści, którzy opuścili związek po piątym kongresie stworzyli Confederación Obrera Regional Argentina (CORA) do której weszła część UGT.
Na Pierwszym Londyńskim Kongresie Syndykalistycznym zarówno CORA, jak i FORA były reprezentowane. Ponieważ FORA nie mogła pozwolić sobie na długą podróż w krótkim czasie, nie wysłała własnego delegata tylko przekazała swój mandat Włochowi, Alceste De Ambrisowi. FORA uważała ów kongres za sukces i zapowiedź powstania „prawdziwie pracowniczej międzynarodówki anty-państwowej”.